# Бирмингам
Вижте пояснителната страница за други значения на Бирмингам.
Бирмингам (на английски: Birmingham – Бърмингъм) е 2-рият по население град в Англия и Обединеното кралство. Намира се в графство Западен Мидландс.

## География
Градът наброява 1 085 400 жители към 2012 г. Расов състав (2011 г.): 57,9% – бели, 26,6% – азиатци, 8,9% – негри, 4,4% – мулати, 1,0% – араби, 1,2% – други.
Разположен е в равнината Ардън и Бирмингамското плато, край река Тайм, на сравнително голяма надморска височина от 150 – 300 метра над морското равнище. Има голям железопътен и канален възли. Около целия град има хълмисти възвишения, които правят панорамата доста приятна.
Развити са металургичната, металообработващата, машиностроителната и военната промишленост. Има университет, колежи, музеи. Споменава се от 11 век. В наши дни производството в Бирмингам не е вече на високи обороти, но за сметка на това градът се стреми да придобие лице на културна столица и магнетична туристическа дестинация. Градът се нарежда на 4-то място във Великобритания по брой на посещаващи го туристи.

## Фестивали
- Етнофестивал в Бирмингам – провежда се през август в неделя.
- Театрален фестивал в Бирмингам – провежда се през април – май.
- Фестивал на книгата в Бирмингам – провежда се през пролетта в един ден.
- ArtsFest в Бирмингам – провежда се през септември.
- Вкусът на Бирмингам – 3 дни с много храна, напитки и музика. Провежда се през юли.
- Фестивал на певческото дружество в Бирмингам – сред най-старите фестивали в града. Провежда се от 1843 г., обикновено през юли.
- Фолклорен фестивал Moseley в Бирмингам – провежда се от 5 години, обикновено през септември.
- Международен джаз фестивал в Бирмингам – обикновено през юли.
- Фестивал на кувертюрите в Бирмингам – провежда се през август.
- Международен танцов фестивал в Бирмингам – провежда се през май.
- The Sidewalk Moving Picture Festival в Бирмингам – провежда се от 1999 г., в последния уикенд на септември.
- Фестивал на старинната музика в Бирмингам – провежда се от 1994 г. през октомври – ноември.
- Festival Theatre's The Musical Comedy Murders of 1940 в Бирмингам – провежда се през март.
- Фестивал Supersonic в Бирмингам – фестивал на съвременната музика и изкуство. Провежда се от 2003 г., обикновено през юли.
- Фестивал на комедията в Бирмингам – провежда се през октомври.

## Побратимени градове
- Амритсар, Индия
- Гуанджоу, Китай
- Йоханесбург, РЮА
- Лайпциг, Германия
- Лион, Франция
- Милано, Италия
- Нанкин, Китай
- Франкфурт, Германия
- Чикаго, САЩ от 1993 г.

## Известни личности
Родени в Бирмингам
- Тони Айоми (р. 1948), музикант
- Айрис Бари (1895 – 1969), филмова критичка
- Лиз Бразуел (р. 1950), писателка
- Едуард Бърн-Джоунс (1833 – 1898), художник
- Гийзър Бътлър (р. 1949), музикант
- Френсис Галтън (1822 – 1911), психолог
- Клеър Уейт Келър (р. 1970), модна дизайнерка
- Ози Озбърн (р. 1948), музикант
- Джон Уиндъм (1903 – 1969), писател
- Бил Уорд (р. 1948), музикант

Свързани с Бирмингам
- Анди Грей (р. 1955), футболист, работи в града през 1975 – 1979
- Дейвид Лодж (р. 1935), писател, преподава литература от 1960
- Джон Роналд Руел Толкин (1892 – 1973), писател, живее в града през 1895 – 1908
- Джеф  Лин (р. 1947), музикант